# Сайф-и Сараи
Сайф-и Сараи́ (سيف سرايي‎; 1321, Сарайчик — 1391 или 1396, Египет) — выдающийся кыпчакский поэт золотоордынской эпохи. По мнению Хатипа Миннегулова, является татарским поэтом. КНЭ и «Исламская энциклопедия» называют его кыпчаком.

## Биография
О жизни Сайф-и Сараи сохранилось мало сведений. Он родился в 1321 году в Сарайчике (по др. сведениям — в селении Сарыкамыш в Хорезме или Камышлы (вероятно совр. Камышин) на Волге). С 1380 года жил в Египте под властью мамлюков, куда попал спасаясь от вспышки чумы. Вероятно, сперва он жил в Хорезме, где получил образование, потом переселился в Золотую Орду, а затем отправился в Египет.
Судя по его произведениям, Сайф-и Сараи был образованным человеком, знатоком персидского языка и литературы. В Египте им была написана на тюркском (кыпчакском) языке дидактическая поэма «Гулистан бит-тюрки» (1391), состоящая из 5000 строк, которую автор посвятил мамлюкскому эмиру Батхас-беку (Тайхас?). Впечатлённый разрушением Ургенча Тамерланом в 1388 году, в 1394 году Сайф-и Сараи написал свою самую длинную оригинальную поэму под названием «Сухейль и Гульдурсун», которая повествует о любви пленного воина Сухейля и дочери местного правителя Гульдурсун.
Сайф-и Сараи умер в 1391 или 1396 году в Александрии или Каире.